# ヴェレシュマルティ広場駅
座標: 北緯47度29分48秒 東経19度03分02秒 / 北緯47.49667度 東経19.05056度
ヴェレシュマルティ広場駅（-ひろばえき、洪：Vörösmarty tér(ヴェレシュマルティ・テール)）とはハンガリー共和国ブダペスト県ブダペスト市5区に位置するブダペスト地下鉄1号線の駅である。

## 駅構造
- 相対式ホーム2面2線を有す地下駅。

## 駅周辺
- ヴェレシュマルティ広場
- ドナウ川

## 歴史
- 1896年5月2日 - 開業。

## 隣の駅
ブダペスト地下鉄
■1号線
ヴェレシュマルティ広場駅 - デアーク・フェレンツ広場駅